# Ткачевский, Юрий Матвеевич
Юрий Матвеевич Ткачевский (10 июня 1920, г. Павлово Нижегородской губернии — 30 декабря 2016, Москва) — советский и российский учёный-правовед, специалист в области уголовного права. Заслуженный деятель науки Российской Федерации, доктор юридических наук (1966), профессор юридического факультета МГУ (1967). В годы Великой Отечественной войны — военный лётчик разведывательной авиации, Герой Советского Союза (4.02.1944). Лейтенант. 

## Биография
С детства мечтал быть военным лётчиком. Отец его тогда работал кузнецов, в 20-е годы получил хорошее образование и стал советским работником. Семья вслед за ним часто переезжала по местам работы, Юрий в детстве жил в городах Раненбург, Сасово, Мичуринск, Новый Оскол, Ливны, Рыльск.  После окончания средней школы в 1939 году зачислен в Красную Армию и поступил в Харьковское военное авиационное училище, которое окончил в 1940 году с отличием в звании младшего лейтенанта. Был направлен в 316-й разведывательный авиационный полк, практически полностью уничтоженный в первый день Великой Отечественной войны на аэродроме под городом Проскуров. Был легко ранен, попал в госпиталь. В результате ранения почти ослеп на один глаз, но скрыл свою травму от медкомиссии, что позволило ему вернуться в строй.
После выписки из госпиталя был направлен на учёбу и окончил курсы усовершенствования лётчиков и штурманов, действовавшие сначала в Краснодаре, а затем в Уфе. С октября 1942 года служил штурманом резервного авиационного полка в Чкалове. С начала 1943 года — вновь на фронте.
С февраля 1943 года до Победы воевал в составе 40-го отдельного дальнего разведывательного авиационного полка (в феврале 1943 года полку присвоено гвардейское звание и новое наименование — 48-й гвардейский авиационный полк дальней разведки Главного командования ВВС Красной Армии), освоив самолёты Пе-2 и Пе-3. Совершал дальние вылеты на Вену, Прагу, Будапешт, Белград, Бухарест, Братиславу. Осуществлял авиационную разведку в период Курской битвы, Корсунь-Шевченковской и Яссо-Кишинёвской наступательных операций, при освобождении Харькова и Киева. Вылетал также в районы Адриатического моря для разведки военно-морских сил Италии. 
К ноябрю 1943 года совершил 98 боевых вылетов на разведку, в которых обнаружил 5450 самолётов на аэродромах, 3660 железнодорожных составов, 9840 автомашин, 1670 танков, 975 орудий и 32 переправы. При выполнении разведывательных заданий заснял на пленку территорию в 42 тыс. квадратных километров, включая заранее подготовленные рубежи немецкой обороны по рекам Северский Донец и Днепр. Участвовал в 36 воздушных боях, лично сбил 1 истребитель противника. 
Указом Президиума Верховного Совета СССР «О присвоении звания Героя Советского Союза офицерскому составу военно-воздушных сил Красной Армии» от 4 февраля 1944 года за «образцовое выполнение боевых заданий командования на фронте борьбы с немецкими захватчиками и проявленные при этом отвагу и геройство» лейтенанту Ткачевскому Юрию Матвеевичу присвоено звание Героя Советского Союза с вручением ордена Ленина и медали «Золотая Звезда».
Всего за годы войны совершил 151 боевой вылет, лично сбил 4 самолета противника.
Участник Парада Победы 24 июня 1945 года в Москве.
После окончания войны хотел продолжить службу в авиации, но врачи обнаружили, что он скрывал дефект зрения и в итоге в мае 1946 года был демобилизован.
В мае 1946 года поступил на учёбу в Московский юридический институт (МЮИ), который окончил с отличием в 1950 году. По окончании обучения поступил в аспирантуру. В 1953 году защитил кандидатскую диссертацию на тему: «Уголовная ответственность за хозяйственные преступления в области промышленности». После защиты кандидатской диссертации остался преподавать в МЮИ.
С 1954 года, в связи с объединением МЮИ и юрфака МГУ имени М. В. Ломоносова, работал на кафедре уголовного права и криминологии юридического факультета МГУ, доцент (1956). В 1966 году защитил докторскую диссертацию на тему: «Освобождение от отбывания наказания по действующему советскому уголовному праву». С 1967 года — профессор. С 1977 по 1987 годы являлся заведующим кафедрой уголовного права юрфака МГУ.
Скончался в декабре 2016 года. Похоронен на Троекуровском кладбище.

## Научная деятельность
Направления научной деятельности: освобождение от уголовной ответственности и освобождение от уголовного наказания, прогрессивная система уголовных наказаний, профилактика преступлений, уголовно-исполнительное право.
Участвовал в разработке законодательных актов СССР и союзных республик в области уголовно-исполнительного права (во второй половине 1950-х годов стоял у истоков формирования уголовно-трудового права как научной дисциплины, автор первых учебников в этой отрасли права), включая Основы исправительно-трудового законодательства Союза ССР и союзных республик (1969) и Исправительно-трудовой кодекс РСФСР (1970). Стоял у истоков создания телепередачи «Человек и закон». Являлся членом многочисленных научно-консультативных советов (при Прокуратуре СССР, Верховном Суде РСФСР, Минюсте СССР и др.). В последние годы жизни являлся членом научно-консультативного совета при Верховном Суде РФ и членом диссертационного совета по защите докторских диссертаций юридического факультета МГУ имени М. В. Ломоносова, а также председателем совета ветеранов юридического факультета МГУ.
В апреле 2018 года в издательстве Московского Государственного Университета вышла в свет книга воспоминаний Ю. М. Ткачевского «Дальняя разведка».

## Научные труды
Автор более 200 научных работ и научно-популярных публикаций в юридической печати, в том числе 9 монографий и ряда учебников и учебных пособий:
- Борьба с пьянством и хулиганством. — М.: Правда, 1972. — 104 с.
- Давность в советском уголовном праве. — М.: Изд-во Моск. ун-та, 1978. — 128 с.
- Досрочное освобождение от наказания. — М.: Госюриздат, 1962. — 136 с.
- Замена уголовного наказания в процессе исполнения. — М.: Юридическая литература, 1982. — 136 с.
- Народные дружины в борьбе с пьянством. — М.: Юридическая литература, 1977. — 64 с.
- Освобождение от отбывания наказания. — М.: Юридическая литература, 1970. — 240 с.
- Ответственность за хулиганство. — М. : Знание, 1983. — 64 с.
- Право и алкоголизм. — М.: Изд-во Моск. ун-та, 1987. — 160 с.
- Правовые аспекты борьбы с наркоманией и алкоголизмом. — М.: Профиздат, 1990. — 126 с. — ISBN 5-255-00331-X.
- Правовые меры борьбы с пьянством. — М.: Изд-во Моск. ун-та, 1974. — 156 с.
- Преступность и алкоголизм. — М.: Знание, 1966. — 80 с.
- Прогрессивная система исполнения уголовных наказаний: Учебное пособие. — М.: Зерцало, 1997. — 143 с. — ISBN 5-88746-025-3.
- Российская прогрессивная система исполнения уголовных наказаний. — М.: Городец, 2007. — 237 с.
- Советское исправительно-трудовое право [Учебное пособие для юридических институтов и факультетов]. — М.: Изд-во Моск. ун-та, 1971. — 232 с.
- Уголовная ответственность за хищение государственного и общественного имущества. — М.: Госюриздат, 1962. — 34 с.
- Уголовное право в борьбе с преступностью (Общие вопросы). — М.: Знание, 1979. — 64 с.
- Уголовно-правовые меры борьбы с пьянством. — М.: Юридическая литература, 1973. — 56 с.
- Избранные труды. — СПб.: Юридический центр-Пресс, 2010. — 595 с. — (Антология юридической науки).; ISBN 978-5-94201-602-9.

## Награды и звания
- Герой Советского Союза (4.02.1944);
- орден Ленина (4.02.1944);
- орден Октябрьской Революции (23.01.1980)[9];
- орден Отечественной войны I степени (11.03.1985);
- орден Отечественной войны II степени (18.04.1943);
- орден Красной Звезды (6.11.1943);
- медали;
- почётное звание «Заслуженный деятель науки Российской Федерации» (11.07.2000)[10];
- почётное звание «Заслуженный профессор МГУ» (1993);
- высшая награда МГУ — «Звезда Московского университета» (2005);
- юридическая премия «Фемида» (2009);
- общественная награда — медаль «Во славу Отечества» (2013)[11].

## Память
- Именем Ю. М. Ткачевского в 2017 году назван Научно-образовательный центр «Проблемы уголовно-исполнительного права» при МГУ имени М. В. Ломоносова, открытый при его активном участии в 2015 году.